# 米京齊 (克拉西利夫區)
49°34′34″N 26°56′46″E / 49.57611°N 26.94611°E
米廷齊（烏克蘭語：Митинці）是位於烏克蘭西部的村莊，由赫梅利尼茨基州裡赫梅利尼茨基區的克拉西利夫市鎮負責管轄。該村處於布佐克河右岸，面積2.13平方公里，海拔高度298米，2001年人口620。